# Frontera Escocia-Inglaterra

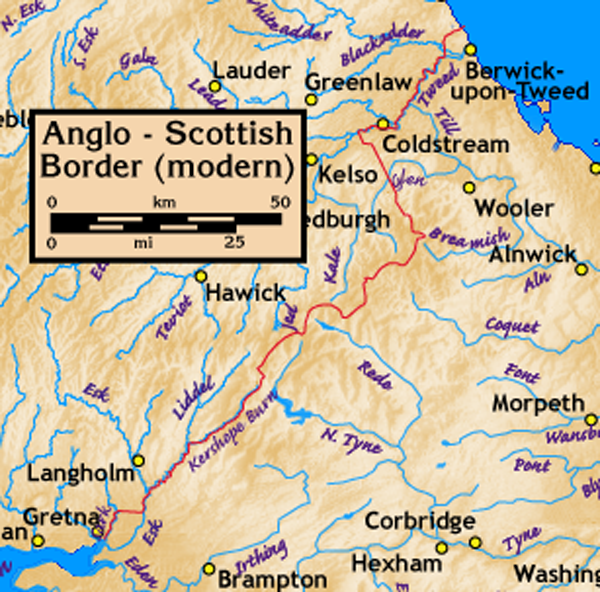
Mapa de la frontera anglo-escocesa. Escocia al norte y al oeste e Inglaterra al sur y al este

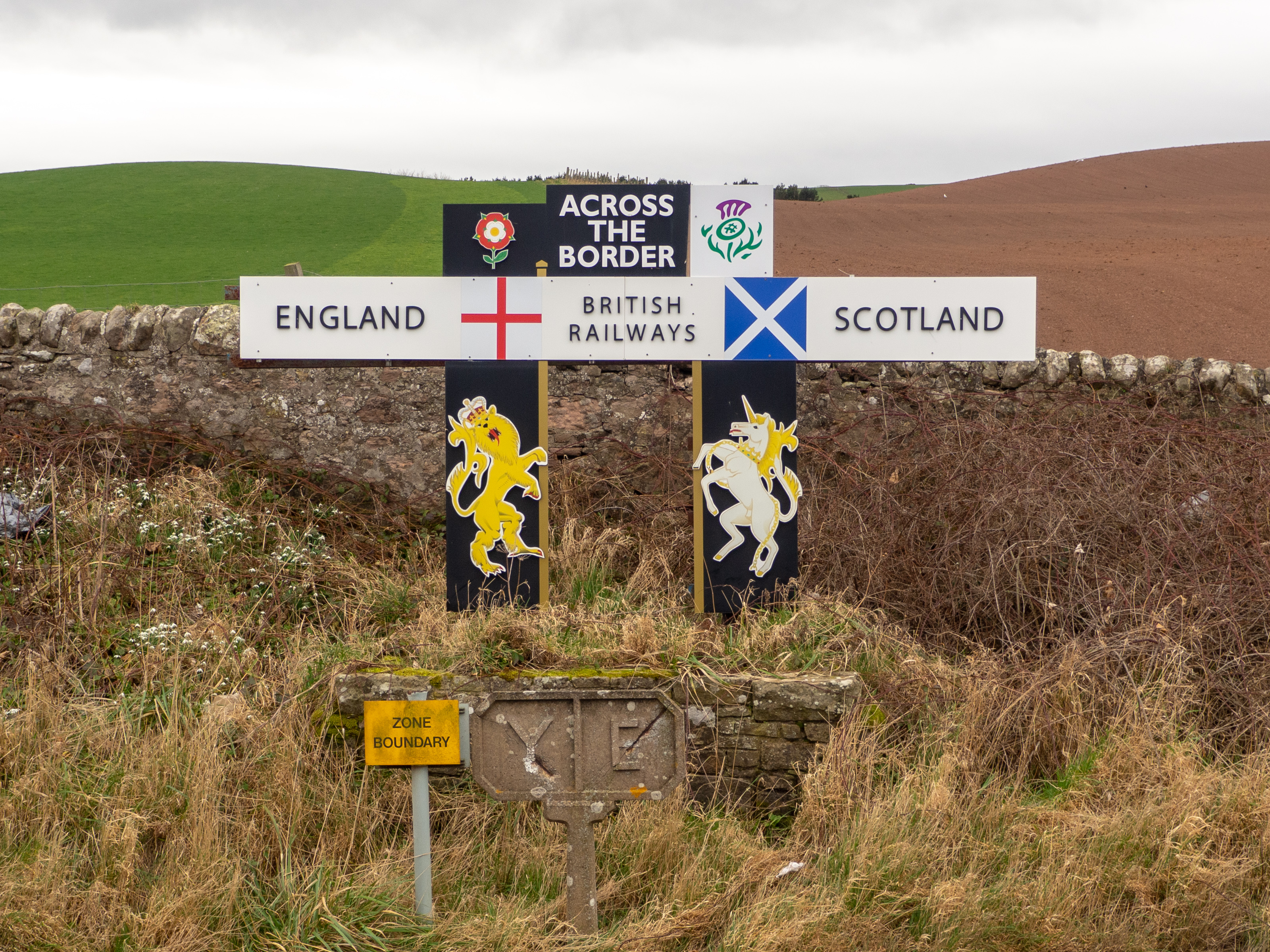
La frontera en Marshall Meadows Bay

La frontera anglo-escocesa (en inglés: Anglo-Scottish Border; en gaélico escocés: Crìochan Anglo-Albannach) separa a las naciones constituyentes británicas de Inglaterra y Escocia. Tiene una extensión de 154 kilómetros entre Marshall Meadows Bay en la costa este y Solway Firth en el oeste. 
El Fiordo de Forth era la frontera entre el Picto-gaélico Reino de Alba y el Reino anglo de Northumbria a principios del siglo X. Se convirtió en la primera frontera anglo-escocesa con la anexión de Northumbria por la Inglaterra anglosajona a mediados del siglo X. En 973, Kenneth, rey de Escocia, asistió al rey inglés Edgar el Pacífico en su asamblea en Chester. Después de que Kenneth supuestamente le rindió homenaje, Edgar recompensó a Kenneth otorgándole Lothian. A pesar de esta transacción, el control de Lothian no se resolvió finalmente y la región fue tomada por los escoceses en la batalla de Carham en 1018 y el río Tweed se convirtió en la frontera anglo-escocesa de facto. La línea Solway-Tweed fue establecida legalmente en 1237 por el Tratado de York entre Inglaterra y Escocia. Sigue siendo la frontera actualmente, con la excepción de las "Tierras debatibles", al norte de Carlisle, y una pequeña área alrededor de Berwick-upon-Tweed, que fue tomada por Inglaterra en 1482. Berwick no se anexó completamente a Inglaterra hasta 1746 por una ley de ese año.
Durante siglos, hasta la Unión de las Coronas, la región a ambos lados de la frontera fue un territorio sin ley que sufría las repetidas incursiones en cada dirección de los Border Reivers, un grupo de asaltantes de caminos.
Tras el Tratado de la Unión de 1706, ratificado por las Actas de la Unión de 1707, que unieron Escocia con Inglaterra y Gales para formar el Reino de Gran Bretaña, la frontera forma el límite de los dos sistemas legales, ya que el tratado entre Escocia e Inglaterra garantizaba la continuidad y separación de la ley inglesa y la ley escocesa.
El límite marino fue ajustado por la Orden de Límites de Aguas Adyacentes de Escocia de 1999 de modo que el límite dentro de las aguas territoriales (hasta el límite de 12 millas (19 km)) sea 90 metros al norte del límite para instalaciones petroleras establecido por la Orden de Jurisdicción Civil (Actividades Offshore) de 1987.